# Shamil Kudiiamagomedov
Shamil Kudiyamagomedovich Kudiyamagomedov (en russe : Шамиль Кудиямагомедович Кудиямагомедов, né le 9 mai ou le 12 juin 1993 à Kizliar au Daghestan) est un lutteur libre russe, d'ethnie Avar, naturalisé italien en 2018.
Il est médaillé d'argent des moins de 84 kg à l'Universiade d'été de 2013, remporte le Golden Grand Prix de lutte 2014 en moins de 86 kg ainsi que les Jeux mondiaux militaires d'été de 2015.
Il remporte le titre européen des moins de 86 kg aux Championnats de Riga en 2016 ; il est médaillé de bronze dans cette catégorie aux Championnats d'Europe de lutte 2018.